# Nicola Thost
Nicola Thost (ur. 3 maja 1977 w Pforzheim) – niemiecka snowboardzistka, złota medalistka olimpijska.

## Kariera
W zawodach Pucharu Świata zadebiutowała 19 stycznia 1997 roku w Kreischbergu, wygrywając rywalizację w halfpipie. Tym samym już w debiucie nie tylko wywalczyła pierwsze pucharowe punkty, ale od razu zwyciężyła. W zawodach tych wyprzedziła swą rodaczkę, Nicole Fischer i Kanadyjkę Maëlle Ricker. Łącznie pięć razy stawała na podium zawodów PŚ, odnosząc jeszcze dwa zwycięstwa: 26 listopada 1997 roku w Hintertux oraz 6 stycznia 1998 roku w Sankt Moritz triumfowała w halfpipie. Najlepsze wyniki osiągnęła w sezonie 1997/1998, kiedy to zajęła 26. miejsce w klasyfikacji generalnej, a w klasyfikacji halfpipe była piąta.
Największy sukces osiągnęła w 1998 roku, kiedy na igrzyskach olimpijskich w Nagano wywalczyła złoty medal w halfpipie. Pokonała tam Stine Brun Kjeldås z Norwegii i Shannon Dunn z USA. Był to jej jedyny medal wywalczony na międzynarodowej imprezie tej rangi. Był to też debiut snowboardu w programie olimpijskim, więc Thost została pierwszą w historii mistrzynią olimpijską w tej konkurencji. Brała też udział w rozgrywanych cztery lata później igrzyskach w Salt Lake City, gdzie zajęła 11. miejsce.
W 2002 roku zakończyła karierę.

## Osiągnięcia

### Igrzyska olimpijskie
| Miejsce | Dzień     | Rok  | Miejscowość    | Konkurencja | Zwyciężczyni |
| ------- | --------- | ---- | -------------- | ----------- | ------------ |
| 1.      | 12 lutego | 1998 | Nagano         | Halfpipe    | -            |
| 11.     | 10 lutego | 2002 | Salt Lake City | Halfpipe    | Kelly Clark  |

### Puchar Świata

#### Miejsca w klasyfikacji generalnej
- sezon 1996/1997: 48.
- sezon 1997/1998: 26.
- sezon 2001/2002: –

#### Miejsca na podium
1. Kreischberg – 19 stycznia 1997 (halfpipe) – 1. miejsce
2. Hintertux – 26 listopada 1997 (halfpipe) – 1. miejsce
3. Sankt Moritz – 6 stycznia 1998 (halfpipe) – 1. miejsce
4. Valle Nevado – 7 września 2001 (halfpipe) – 2. miejsce
5. Kreischberg – 25 stycznia 2002 (halfpipe) – 2. miejsce